# Bauhinia grevei
Bauhinia grevei är en ärtväxtart som beskrevs av Emmanuel Drake del Castillo. Bauhinia grevei ingår i släktet Bauhinia och familjen ärtväxter. Inga underarter finns listade i Catalogue of Life.